# Gore od ljubavi
Gore od ljubavi (v slovenščini: Huje od ljubezni) je dvanajsti glasbeni album  srbske pop-folk pevke Svetlane Ražnatović - Cece, ki je bil objavljen 24. maja leta 2004, v novi založbeni hiši, ki jo je ustanovila kar sama pevka - CecaMusic. 
Album je objavljen v treh oblikah: na kaseti in na dveh različnih CD-jih, in sicer na standardnem in kartonskem. Kartonasti CD je objavljen skupaj s posebno izdajo revije Svet, ki je bila v celoti posvečena novemu albumu.. Na CD-ju je tudi krajši dokumentarni film, ki prikazuje, kako je Ceca snemala album. 
Gore od ljubavi je drugi Cecin album, ki je bil uradno objavljen v Bolgariji, v založbeni hiši Payner. 

## Nastanek albuma
Ceca je februarja leta 2003 v oddaji City napovedala začetek snemanja novega albuma.  Konkretna dela na albumu so se začela šele septembra istega leta, saj je pevka štiri mesece preživela v beograjskem priporu.  Ceca je tudi tokrat nadaljevala sodelovanje s skladateljem Aleksandarom Milićem - Milijem in znano tekstopisko Marino Tucaković. Pepeljara je bila prva pesem, ki jo je Ceca posnela v studiu.  Ceca je decembra 2003 v oddaji Balkanskom ulicom na beograjskem RTS-u razkrila besedilo pesmi Trula višnja.  Pevka je za Novosti januarja 2004 razkrila, da je večino novih pesmi že posnela, a da uradnega naziva novega albuma še nima.  Aprila istega leta je pevka za revijo Svet razkrila, da bo album nosil naziv Gore od ljubavi, razkrila pa je tudi besedila nekaterih pesmi. 

## Promocija albuma
Promocija albuma se je začela v ponedeljek, 24. maja, na tiskovni konferenci v Beogradu, ki jo je organizirala pevka, skupaj s svojimi sodelavci.  Ceca je poleg novega albuma predstavila tudi posebno izdajo revije Ceca Svet special, ki je bila v celoti posvečena njenemu življenju in karieri. 
Marca leta 2005 se je album Gore od ljubavi začel prodajati tudi v Sloveniji, kot priloga posebne izdaje Žurnalove revije - Ceca special. 
Televizijska promocija albuma se je začela 27. maja, s pevkinim nastopom v zabavno-glasbeni oddaji 5 do 12 na Pink TV, v kateri je odpela pesmi Pepeljara in Pazi s kime spavaš.  V soboto 29. maja je v oddaji Magazin In zapela še Prljavo in Trula višnja, v nedeljo 30. maja pa je v oddaji Svet Plus zapela pesem Gore od ljubavi. 

### Snemanje videospotov
Decembra 2004 je pevka posnela prvi videospot za pesem Gore od ljubavi. Promocija spota je bila 30. decembra na Pink TV. Spot na portalu YouTube trenutno šteje 1,5 milijona ogledov. (september 2019)  Februarja 2005 je pevka posnela drugi videospot za pesem Trula višnja. Promocija spota je bila marca istega leta. Spot na portalu YouTube trenutno šteje pol milijona ogledov. 

### Koncertna promocija
Koncertna promocija zgoščenke se je zgodila na pevkini drugi evropski turneji Ceca 2005.

## Seznam skladb
| Št.             | Naslov                           | Besedilo                           | Glasba                  | Aranžerji               | Dolžina |
| --------------- | -------------------------------- | ---------------------------------- | ----------------------- | ----------------------- | ------- |
| 1.              | „Gore od ljubavi‟                | Marina Tucaković                   | Aleksandar Milić - Mili | Aleksandar Milić - Mili | 4:03    |
| 2.              | „Prljavo‟                        | M.Tucaković                        | A.Milić-Mili            | Aleksandar Milić - Mili | 3:18    |
| 3.              | „Ne guši me‟                     | M.Tucaković                        | A.Milić-Mili            | Aleksandar Milić - Mili | 3:19    |
| 4.              | „Trula višnja‟                   | M.Tucaković                        | A.Milić-Mili            | Aleksandar Milić - Mili | 4:37    |
| 5.              | „Plan B‟                         | M.Tucaković                        | A.Milić-Mili            | Aleksandar Milić - Mili | 3:36    |
| 6.              | „Zamalo‟                         | M.Tucaković                        | A.Milić-Mili            | Aleksandar Milić - Mili | 2:56    |
| 7.              | „Pazi s kime spavaš‟             | M.Tucaković                        | A.Milić-Mili            | Aleksandar Milić - Mili | 4:01    |
| 8.              | „Stereo bol‟                     | M.Tucaković                        | A.Milić-Mili            | Aleksandar Milić - Mili | 4:50    |
| 9.              | „Neću dugo‟                      | M.Tucaković, Ljiljana Jorgovanović | A.Milić-Mili            | Aleksandar Milić - Mili | 4:21    |
| 10.             | „Pepeljara‟                      | M.Tucaković, L.Jorgovanović        | A.Milić-Mili            | Aleksandar Milić - Mili | 4:21    |
| 11.             | „Od tebe ne znam da se oporavim‟ | M.Tucaković, L.Jorgovanović        | Boban Serafimovski      | Aleksandar Milić - Mili | 3:53    |
| Skupna dolžina: | Skupna dolžina:                  | Skupna dolžina:                    | Skupna dolžina:         | Skupna dolžina:         | 43:10   |

## Dokumentarni film
Na CD-ju Gore od ljubavi je tudi 17-minutni dokumentarni film z naslovom Kako je rađen album Gore od ljubavi (v slovenščini: Kako je ustvarjen album Huje od ljubezni), ki prikazuje, kako so album nekaj mesecev snemali v beograjskem studiu Miligram. V filmu se pojavljajo Cecini sodelavci Marina Tucaković in Aleksandar Milić Mili, pa tudi drugi spremljevalni vokali, snemalci in aranžerji. Vodja dokumentarnega filma je znani srbski TV voditelj Ognjen Amidžić. Dokumentarni film je v letu 2015 objavljen tudi na pevkini uradni YouTube strani. 

## Zgodovina objave zgoščenke
| Država               | Datum          | Založba                    | Format | Verzija    |
| -------------------- | -------------- | -------------------------- | ------ | ---------- |
| Srbija               | 24. maj 2004   | Ceca Music, Miligram Music | CD, MC | Originalna |
| Bosna in Hercegovina | 24. maj 2004   | Ceca Music, Miligram Music | CD, MC | Originalna |
| Črna gora            | 24. maj 2004   | Ceca Music, Miligram Music | CD, MC | Originalna |
| Hrvaška              | 3. junij 2004  | Menart Records             | CD, MC | Originalna |
| Slovenija            | 3. junij 2004  | Menart Records             | CD, MC | Originalna |
| Makedonija           | 15. junij 2004 | Sunny Music                | CD, MC | Originalna |
| Bolgarija            | 15. junij 2004 | Payner Music               | CD, MC | Originalna |

## Vpliv albuma
Pesem Gore od ljubavi je uporabljena kot glasbena podlaga v srbskem filmu Klip, iz leta 2012. 
Pesem Pazi s kime spavaš je bila del koncertnega repertoarja Slovenskega mladinskega orkestra na turneji Klasični Artač.  

## Uspeh na glasbenih lestvicah
| Lestvice (2004)                | Mesto |
| ------------------------------ | ----- |
| Top lista BiH (sarajevski Trn) | 1     |

## Ostale informacije
Pevka je pesem Neću dugo posvetila svojima otrokoma. 
Postprodukcija albuma je narejena v ljubljanskem Metro studiu, aprila 2004. 